# Juande Ramos
Juan de la Cruz "Juande" Ramos Cano (* 25. září 1954 Pedro Muñoz, Španělsko) je bývalý španělský fotbalista a trenér.
Fotbal hrál za kluby Elche, Alicante CF či CD Alcoyano.
Po skončení fotbalové kariéry začal působit jako trenér. Vedl kluby Sevilla FC, Real Madrid, Levante UD, Rayo Vallecano, Real Betis, Espanyol, Tottenham Hotspur FC či PFK CSKA Moskva . Trenérskou kariéru ukončil v roce 2016 ji zakončil v klubu Málaga CF.

## Úspěchy

### Sevilla FC
- Copa del Rey: 2006-07
- Supercopa de España: 2007
- Evropská liga UEFA: 2005–06, 2006–07
- Superpohár UEFA: 2006

### Tottenham Hotspur
- Anglický ligový pohár : 2007-08

### Individuální
- Miguel Muñoz Trophy: 2006-07
- Evropský trenér roku – Cena Alfa Ramseyho: 2007